# Antoni Miquel Urgias
Antoni Miquel Urgias (L'Alguer, 1771 – 1826), coneixut en italià com a Antonio Michele Urgias, va ser arxivari i canonge, cronista de l'Alguer als inicis del sècul XIX. Va formar part del Parnàs alguerès, una colònia arcàdica de los darrers anys del sècul XVIII.
Entre los anys 1786 i 1895 se li va atorgar, amb l'endemés religiós Josep Andreu Massala, l'educació del polític local Josep Manno.

## Obra literària
L'obra d'Antoni Miquel Urgias és considerada d'una qualitat inferior a la d'altres autors de la literatura algueresa i desinteressada per a la nova creació. La sua mort el 1826 no va representar un veritable moment de canvi ni una ulterior crisi en lo panorama cultural alguerés, sinó la exegüida feina d'un llarg seguit de fonts arxivístiques lligades a la sua tasca erudita. Nogensmenys, les sues obres se van divulgar amb major incidència posterior atés lo seu caràcter de crònaca local i de relat de la història de l'Alguer; essent llegit per figures cabdals de la vida algueresa de l'època, com Joan Lavagna. Segons lo professor i filòleg català Joan Armangué i Herrero, l'empiego com a cronista d'Urgias és lo precedent de la faena d'investigació del folklorisme alguerés.

## Referiments
1. ↑  Serra, Antonio «Architetiure effimere e spetiacoli di luminarie ad Alghero tra '700 e '800» (PDF) (en italià). Institut d'Estudis Catalans, n.d., pàg. 149-165.
2. ↑  «Antoni Miquel Urgias». Diccionari de la literatura catalana.  Barcelona:  Grup Enciclopèdia Catalana.
3. 1 2  Armangué i Herrero, 2001, p. 38, arxiu.
4. ↑  Armangué i Herrero, 2001, p. 171, estudis.
5. ↑  Armangué i Herrero, 2006.
6. ↑  Armangué i Herrero, 2001, p. 169-170, estudis.